# 茅ヶ崎漁港

茅ヶ崎漁港

茅ヶ崎漁港の猫

茅ヶ崎漁港（ちがさきぎょこう）は、神奈川県茅ヶ崎市にある第1種漁港である。

## 概要
- 管理者 - 茅ヶ崎市
- 漁業協同組合 - 茅ヶ崎
- 組合員数 - 85名〔2001年（平成13年）12月〕
- 漁港番号 - 2110120

## 沿革
- 1951年10月17日 - 第1種漁港に指定

## 主な魚種
- シラス
- アジ類
- イワシ
- タイ類
- 伊勢海老

## 主な漁業
- 引き網漁業（船引き網）
- 引き網漁業（地引き網）
- 刺し網漁業
- 釣り

## 養殖業
- ワカメ - 平成21年度から養殖業を開始。平成24年度からは「えぼしわかめ」と命名し、ブランド化にも取り組んでいる。

## アクセス
- 茅ケ崎駅 - JR東海道線（上野東京ライン・湘南新宿ライン）・相模線